# Witold Eugeniusz Orłowski
Witold Eugeniusz Orłowski (ur. 12 stycznia?/24 stycznia 1874 w Norwidpolu, zm. 2 grudnia 1966 w Warszawie) – polski lekarz internista.

## Życiorys
Był synem Franciszka, zarządcy majątku Tukałły Milcz. Urodził się w folwarku Norwidpol w powiecie borysowskim, był młodszym bratem Zenona. Podobnie jak brat ukończył w 1891 gimnazjum w Wilnie uzyskując złoty medal. Studiował medycynę na Wojskowej Akademii Medycznej w Petersburgu. Ukończył ją w listopadzie 1896, doktorat z medycyny uzyskał 12 marca 1900, tytuł docenta uzyskał w 1903 roku, profesora nadzwyczajnego w 1907, profesora zwyczajnego w 1913 w Kazaniu. Profesor Uniwersytetu w Kazaniu (1907–1918) i Tomsku (1918–1919). W roku 1920 powołany został na katedrę medycyny wewnętrznej Uniwersytetu Jagiellońskiego, gdzie wykładał do 1925, po czym przeniósł się do Warszawy, gdzie był profesorem i dyrektorem II Kliniki Wewnętrznej. W Warszawie pracował przez 22 lata, od 1925 do 1947. Był pionierem fizjopatologii i biochemii w tej klinice. Wydał rozprawy naukowe o charakterze doświadczalno-klinicznym z zakresu przemiany materii i przewodu pokarmowego. W 1927 został członkiem Towarzystwa Naukowego Warszawskiego, rok później – jednym z członków Polskiej Akademii Umiejętności. W czasie okupacji uczestniczył w tajnym nauczaniu medycyny (zob. Warszawski Uniwersytet Medyczny w czasie II wojny światowej). Wykształcił wielu przyszłych lekarzy. 
W 1943 grupa żydowskich lekarzy przekazała mu wyniki badań nad głodem prowadzonych w getcie warszawskim, co umożliwiło ich opublikowanie po zakończeniu wojny.
W 1951 roku został również członkiem Polskiej Akademii Nauk. Utworzył kierunki patofizjologii i biochemii w klinice chorób wewnętrznych. Był redaktorem naczelnym Polskiego Archiwum Medycyny Wewnętrznej (1928–1948). W 1959 roku został laureatem nagrody państwowej I stopnia. Otrzymał liczne doktoraty honoris causa m.in. Akademii Medycznej w Łodzi (1958) i Uniwersytetu Jagiellońskiego (1964). Był autorem przeszło 200 prac naukowych, szczególnie z zakresu kardiologii.

## Życie prywatne
Z małżeństwa z Aliną z Trzeciakowskich pozostawił czworo dzieci: Alinę Krajewską (ur. 1905), agrotechnika i germanistkę, lektora języka niemieckiego, autorkę podręczników języka niemieckiego dla farmaceutów, lekarzy i średnich szkół medycznych, Witolda (1909–1968), inżyniera chemika, Irenę (ur. 1915), lekarza stomatologa, pracownika Akademii Medycznej w Warszawie oraz Tadeusza profesora chorób wewnętrznych, dyrektora Instytutu Transplantologii Akademii Medycznej w Warszawie. Był stryjem Olgi Teresy Mioduszewskiej anatomopatologa w Instytucie Onkologii w Warszawie.
Pochowany na cmentarzu Stare Powązki w Warszawie (kwatera 337-4-1).

## Ordery i odznaczenia
- Order Sztandaru Pracy I klasy
- Krzyż Komandorski Orderu Odrodzenia Polski (dwukrotnie: pierwszy raz 9 listopada 1932[3])
- Złoty Krzyż Zasługi (25 kwietnia 1947)[4]
- Odznaka honorowa „Za wzorową pracę w służbie zdrowia”
- Order Świętej Anny (Rosja)
- Order Świętego Stanisława (Rosja)

## Publikacje
- Nauka o chorobach wewnętrznych (8 tomów, 1949–1958).